# Paulina D. Jenkins
Paulina «Paula» D. Jenkins (1945) és una zoòloga britànica especialitzada en els mamífers que treballa com a conservadora al Museu d'Història Natural de Londres. Ha publicat les seves investigacions en un gran nombre d'articles científics, especialment sobre mamífers petits com les musaranyes i els ratpenats. Entre les distincions que se li han dedicat hi ha el nom específic de Saxatilomys paulinae, derivat del seu nom de pila. El seu cognom també és l'epònim d'altres noms d'animals, com ara el tenrec musaranya de Jenkins (Microgale jenkinsae) i, amb una declinació errònia en masculí, la musaranya de les illes Nicobar (Crocidura jenkinsi).